# Revel-Tourdan
Revel-Tourdan är en kommun i departementet Isère i regionen Auvergne-Rhône-Alpes i sydöstra Frankrike. Kommunen ligger i kantonen Beaurepaire som tillhör arrondissementet Vienne. År 2022 hade Revel-Tourdan 1 050 invånare.

## Befolkningsutveckling
Antalet invånare i kommunen Revel-Tourdan
Referens:INSEE